# Championnat de Nouvelle-Zélande de football 1989
Navigation
Saison précédente Saison suivante
La saison 1989 du Championnat de Nouvelle-Zélande de football est la 20e édition du championnat de première division en Nouvelle-Zélande. La NSL (National Soccer League) regroupe quatorze clubs du pays au sein d'une poule unique, où ils s'affrontent deux fois au cours de la saison, à domicile et à l'extérieur. À la fin de la compétition, le dernier du classement est relégué et remplacé par le meilleur club des trois ligues régionales.
C'est le club de Napier City Rovers AFC qui remporte la compétition après avoir terminé en tête du classement final, à égalité de points mais une meilleure différence de buts que Mount Maunganui AFC et trois points d'avance sur Mount Wellington AFC. C'est le tout premier titre de champion de Nouvelle-Zélande de l'histoire du club.
Le double tenant du titre, Christchurch United AFC, ne termine qu'à la 6e place, à treize points de Napier City Rovers, mais remporte tout de même un trophée, à la suite de sa victoire en finale de la Coupe de Nouvelle-Zélande face à Rotorua City.

## Les clubs participants
| - Waitakere City FC - Promu de D2 - Christchurch United AFC - Papatoetoe AFC - Waterside Karori - Promu de D2 - North Shore United AFC - Waikato United - Napier City Rovers AFC | - Gisborne City AFC - Mount Maunganui AFC - Mount Wellington AFC - Wellington United AFC - Manurewa AFC - Miramar Rangers - Hutt Valley United |

## Compétition

### Classement
Le barème utilisé pour établir le classement est le suivant :
- Victoire : 3 points
- Match nul : 1 point
- Défaite : 0 point

| Rang | Équipe                          | Pts | J  | G  | N  | P  | Bp | Bc | Diff |
| ---- | ------------------------------- | --- | -- | -- | -- | -- | -- | -- | ---- |
| 1    | Napier City Rovers AFC          | 55  | 26 | 16 | 7  | 3  | 57 | 36 | +21  |
| 2    | Mount Maunganui AFC             | 55  | 26 | 16 | 7  | 3  | 38 | 18 | +20  |
| 3    | Mount Wellington AFC            | 52  | 26 | 16 | 4  | 6  | 62 | 30 | +32  |
| 4    | Waitakere City FC (P)           | 50  | 26 | 15 | 5  | 6  | 51 | 35 | +16  |
| 5    | Hutt Valley United              | 43  | 26 | 13 | 4  | 9  | 45 | 38 | +7   |
| 6    | Christchurch United AFC (T) (C) | 42  | 26 | 12 | 6  | 8  | 47 | 33 | +14  |
| 7    | Wellington United AFC           | 40  | 26 | 12 | 4  | 10 | 42 | 38 | +4   |
| 8    | Waikato United                  | 35  | 26 | 8  | 11 | 7  | 31 | 31 | 0    |
| 9    | Manurewa AFC                    | 33  | 26 | 9  | 6  | 11 | 34 | 37 | -3   |
| 10   | North Shore United AFC          | 25  | 26 | 7  | 4  | 15 | 46 | 59 | -13  |
| 11   | Miramar Rangers AFC             | 23  | 26 | 5  | 8  | 13 | 40 | 43 | -3   |
| 12   | Waterside Karori (P)            | 20  | 26 | 5  | 5  | 16 | 38 | 58 | -20  |
| 13   | Gisborne City AFC               | 18  | 26 | 4  | 6  | 16 | 26 | 66 | -40  |
| 14   | Papatoetoe AFC                  | 14  | 26 | 3  | 5  | 18 | 26 | 61 | -35  |

|  | Champion de Nouvelle-Zélande 1990                                                       |
|  | Relégation directe en championnat régional                                              |
|  | (T) : Tenant du titre (C) : Vainqueur de la Coupe de Nouvelle-Zélande (P) : Promu de D2 |

## Bilan de la saison
| Championnat de Nouvelle-Zélande de football 1989                             |                                    |
| Champion                                                                     | Napier City Rovers AFC (1er titre) |
| Coupes et trophées                                                           |                                    |
| Vainqueur de la Coupe de Nouvelle-Zélande 1989                               | Christchurch United AFC            |
| Promotions et relégations                                                    |                                    |
| Promus en Championnat de Nouvelle-Zélande de football                        | New Plymouth Old Boys              |
| Relégués en Championnat de Nouvelle-Zélande de football de deuxième division | Papatoetoe AFC                     |